# 渡部恒郎
渡部　恒郎（わたなべ つねお、1983年 - ）は日本のM&A仲介会社役員。日本M&Aセンターの取締役　大阪支社長。日経ヴェリタスにて「中堅・中小M&Aの第一人者」として紹介されたこともある。
2020年日本M&Aセンターにおいて最年少で取締役に就任。
国内の時価総額1兆円以上企業における最年少（37歳）の常勤取締役（2020年11月30日時点）。早稲田大学商学部 招聘講師。

## 経歴
- 1983年 大分県別府市生まれ
- 2002年 奈良学園高等学校[2]卒業
- 2008年 京都大学経済学部卒業
- 2008年 株式会社日本M&Aセンター　(現 株式会社日本M&Aセンターホールディングス)入社
- 2015年 業界再編支援室長
- 2016年 業界再編部長
- 2017年 執行役員[3]
- 2018年 上席執行役員[4]
- 2020年 取締役（2023年3月退任）[5]
- 2020年 株式会社日本投資ファンド[6]　取締役（2021年退任）
- 2021年 株式会社バトンズ[7]　取締役（2023年3月退任）
- 2023年 ソウルドアウト株式会社　顧問
- 2023年4月 株式会社Geolonia 社外取締役就任(2024年8月退任)
- 2023年10月 LDT株式会社 社外取締役就任(現任)
- 2024年3月 株式会社BuySell Technologies 社外取締役就任(現任)

## エピソード
中学時代に進路を決める際、「経営者には1度に60億の人を救える可能性がある」という論文を読んで感動し、経営者に憧れを抱いた。
京都大学在学中にはベンチャー企業の役員を務め、東京に住み仕事をしながら京都の大学へ通っていた。
日本M&Aセンター入社後、調剤薬局業界再編支援室を発足、業界再編M&A支援ノウハウを確立し、業種特化事業部を立ち上げて成長させた。2013年、日本の株式市場におけるTOBの中で過去2位（1位はグループ内再編）のプレミアム率を付けた株式会社メディカルシステムネットワーク子会社の株式会社ファーマホールディングによる株式会社トータル・メディカルサービスに対するTOBに携わった。日本M&Aセンターの、2010年、2011年、2013年最優秀営業社員。広島東洋カープの熱狂的なファン。

## 著書・寄稿・講演

### 著書
- 「M&A思考が日本を強くする　JAPAN AS NO.1をもう一度」（東洋経済新報社、2020年）　ISBN 978-4492961766 ASIN 4492961763[14]
- 「業界メガ再編で変わる10年後の日本」（東洋経済新報社、2017年）　ISBN 978-4492961360 ASIN 4492961364[15]
- 「業界再編時代のM&A戦略」（幻冬舎、2015年） ISBN 978-4-344-97321-3 ASIN 4344973216[16]

### 共著
- 「M&A業界で働く！」（フォレスト出版、2022年）
- 「会社を売る力 [決定版]業界再編M&A最前線」（クロスメディア・パブリッシング、2021年）ISBN 978-4-295-40614-3
- 「ゼロからわかる　事業承継型M&A」（金融財政事情研究会、2013年） ISBN 978-4-322-12342-5

### 寄稿
- 財界　Essayずいひつ／経営者の「たすき」をつなぐ気持ち　2016年1月25日
- 週刊東洋経済　在宅対応で激変　加速する調剤M&A　2014年9月13日

### 講演
- 「"本質"知り事業承継を　大塚家具社長らが講演　日経産業新聞トップフォーラム」 2016年6月30日 [17]